# Bruno Clair
Bruno Clair (Bastia, 15 novembre 1907–Marseille, 3 janvier 1972), de son vrai nom Bruno Guaitella, est un chanteur français. Doté d'une voix qui rappelle celle de Tino Rossi, il n'atteindra pas sa renommée mais connaîtra un certain succès en France dans les années 1930 et 1940. Incité par Georgel à monter à Paris, Bruno Clair devient chanteur de l'orchestre de Ray Ventura. Il épouse au début des années 1940 la chanteuse italienne Victoria Marino. Il se consacre dès lors au cinéma, au détriment de la chanson.

## Discographie
- Où es-tu mon Espagne ?
- Reviens mon amour
- Partir un jour
- Laisse-moi t’aimer
- Ce que tu n'oses pas dire
- Danila
- Escales
- Dis-lui mon amour
- Je n'ai plus personne
- Tes yeux
- Catari ! Catari !
- Rêve napolitain
- Je t’aime Marianina
- Manoua
- Le serment des amoureux
- Ce soir, je veux t'aimer
- Auprès de toi mon amour
- Mon cœur chante sa sérénade
- Cielito Lindo
- La Paloma
- Nine
- Lina
- Si j'avais su t'aimer
- Marie-Laurence

## Source
- www.chanteurs.org